# Весталки

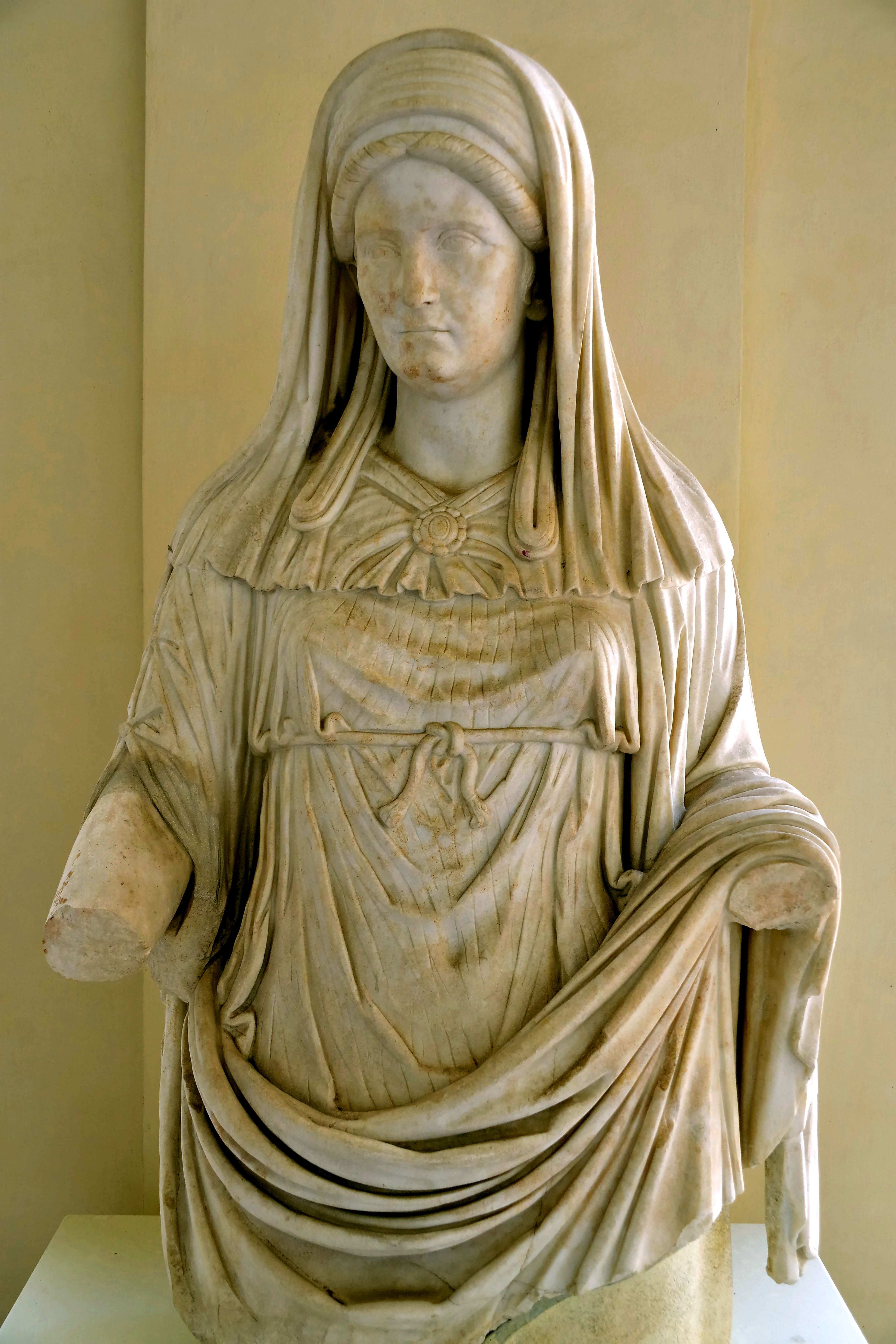
Virgo Vestalis Maxima, II століття нашої ери

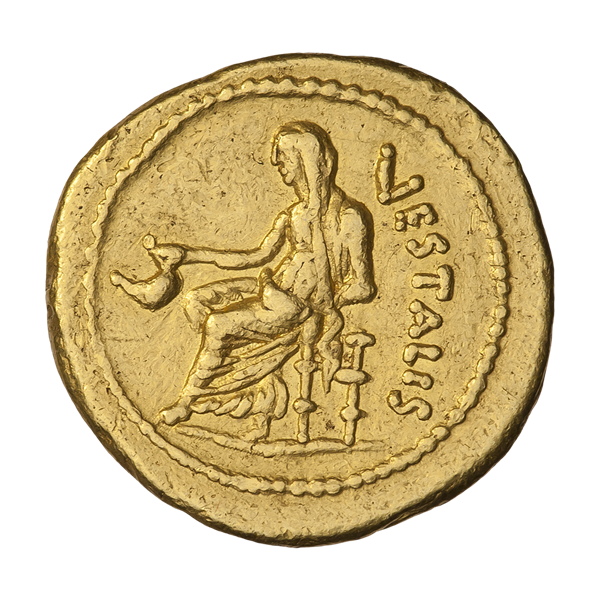
Зображення сидячої весталки

У Стародавньому Римі Весталки (лат. Vestālēs) були жрицями богині домашнього вогнища й родинного життя Вести, творячи могутню і впливову силу в Римській імперії, відповідальну за проведення державних ритуалів. Їхнім головним обов'язком було підтримування священного вогню, який не дозволялося гасити. Весталки були присутніми на всіх основних посвяченнях та церемоніях як поважні гості, де мали право звільняти ув'язнених і рабів. До них безперечно прислухалися, довіряли важливі державні документи через їхній непідкупний характер. Їхня особистість вважалася священною, і якщо хтось поранив весталку, миттєво карався.
Весталки були звільнені від звичних соціальних зобов'язань, як-от вступати в шлюб і народжувати дітей. Вони давали 30-річну обітницю цнотливості, щоб присвятити себе вивченню і дотриманню державних ритуалів.
У 382 році н. е. християнський імператор Граціан конфіскував державні доходи, призначені для культу Вести в Римі, і невдовзі весталки зникли з історичних записів.

## Історія
За словами авторів римського імперського періоду Лівія, Плутарха і Геллія король Нума Помпілій, який правив приблизно в 717—673 р. до н. е. , заснував колегію весталок і призначив їм платню з державної скарбниці. Плутарх приписує Нумі заснування храму Вести, який призначив спочатку двох жриць — Геганію та Вененію, а згодом ще Канулею й Тарпею, за якими наказав ретельно стежити. У легендах Тарпея дочка Спурія Тарпея була зображена як зрадниця. Лівій також каже, що жриці Вести беруть свій початок з Альба-Лонги.
Точно невідомо, коли весталки були розпущені, але це, мабуть, сталося незабаром після того, як імператор Граціан конфіскував їхні доходи.
Останньою відомою весталкою є Келія Конкордія. Згадка про неї належить язичницькому історику Зосиму. Він розповідає, що під час візиту Феодосія I до Риму в 394 році нашої ери племінниця імператора Серена образила стару весталку, яку вважають останньою в своєму роді. Проте з розповіді незрозуміло, чи культ Вести все ще функціонував (і, таким чином, підтримувався цією єдиною весталкою) на той момент.
Різні записи свідчать про існування весталок в інших місцях, за межами Риму.

### Головна весталка
Вона наглядала за зусиллями інших жриць. За словами Тацита відомо, що одна з головних весталок керувала 57 років.

## Культ
Весталок приймали в жриці до статевого дозрівання (коли їм було по 6–10 років). Щоб стати весталкою, дівчина мала бути вільною від фізичних і психічних вад, мати живих батьків і бути дочкою вільнонародженого жителя Риму. Церемонія відбору була відома як captio. Коли дівчину відбрали у весталки, понтифік вказував на неї і відводив від батьків зі словами: «Я приймаю тебе за жрицю весталок, яка буде виконувати священні обряди, що за законом має весталка виконувати від імені римського народу». Як тільки вона входила до храму Вести, то опинялася під служінням і захистом самої богині.
Шлях весталок був поділений на три десятилітні періоди, протягом яких жриці були студентками, слугами та вчительками.
Після 30-річного терміну служби кожна весталка виходила на пенсію, і її змінювала інша. Після виходу на пенсію кожній виплачували гроші і дозволяли одружуватися. Великий понтифік (вища жрецька посада), виконуючи роль батька нареченої, зазвичай влаштовував шлюб весталки з відповідним римським дворянином. Шлюб з колишньою весталкою був дуже шанований, вважалося, що він приносить удачу.

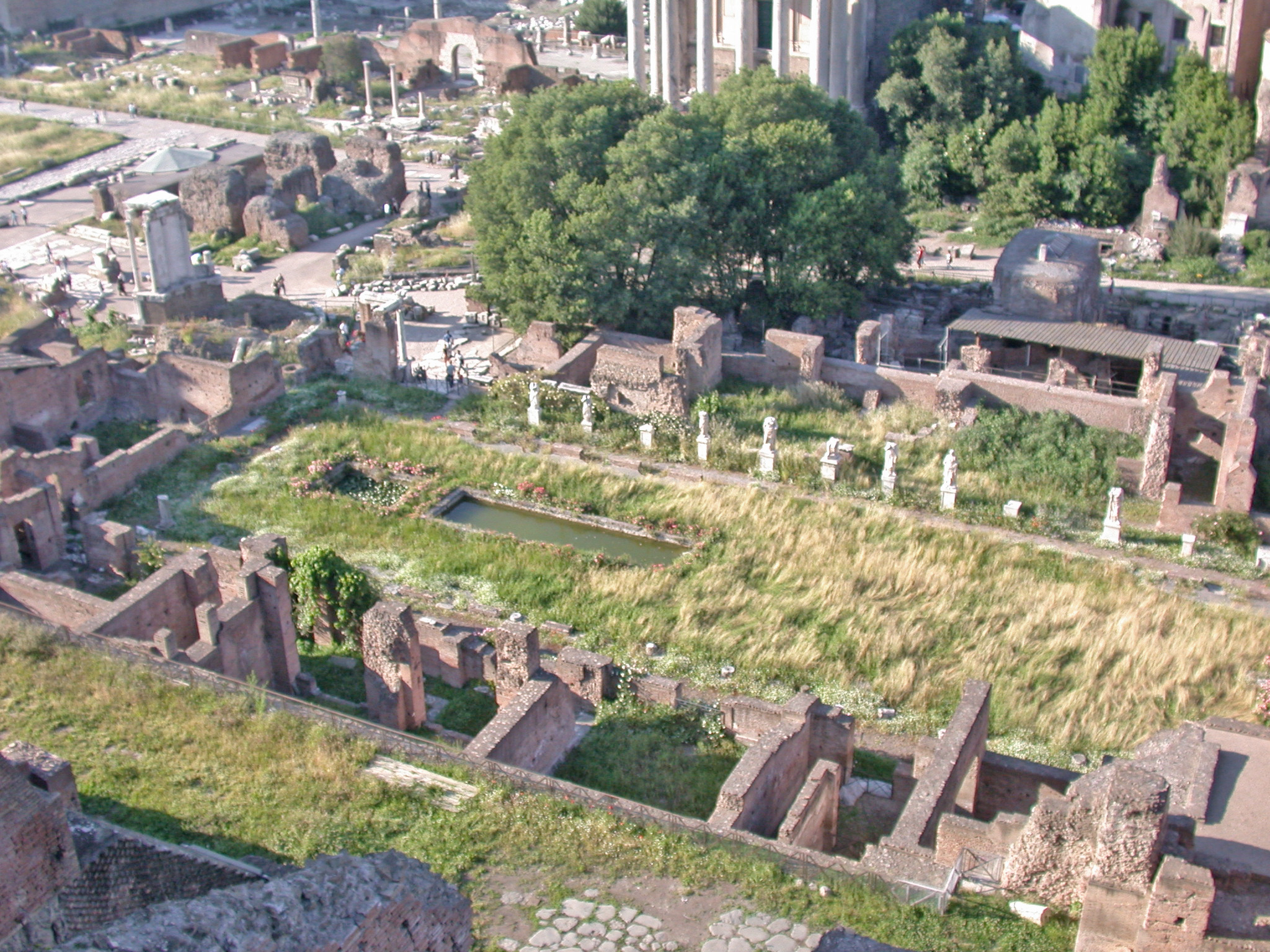
Будинок весталок і храм Вести

Коли одна жриця помирала, в стінах головної весталки представляли кандидаток-наступниць. Проте ці дівчата не обов'язково мусили бути неповнолітніми або цнотливими (могли бути вдовами або розлученими), хоча рідко були старшими за померлу весталку.

### Обов'язки

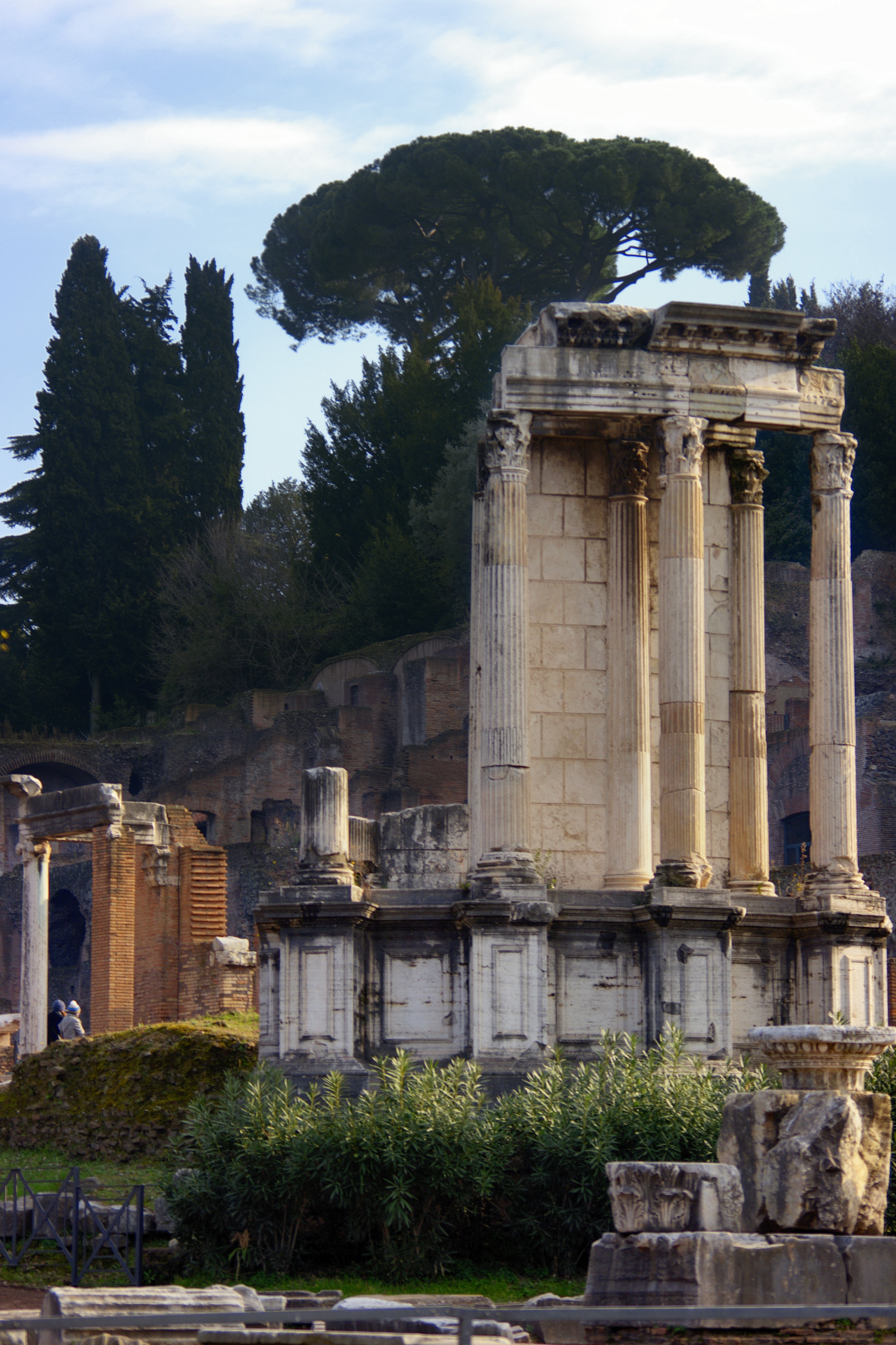
Найвизначнішою особливістю руїн, які колись були храмом Вести, є вогнище (на передньому плані).

До обов'язків весталок входили: підтримання священного вогню, набирання води зі священного джерела, приготування їжі, яка використовувалася в ритуалах, та догляд за священними предметами в храмі. Вони підтримували священний вогонь Вести, з якого будь-хто міг отримати вогонь для домашнього використання. Також весталки відповідали за збереження заповітів, охорону деяких священних обєктів, виготовлення особливого борошна.

### Привілеї
Переваги, які надавалися весталкам, були значними. Присутність жриць була потрібна для проведення численних публічних церемоній. Їх завжди перевозили в критій двоколісній кареті, перед якою стояв ліктор. Весталки займали почесне місце на публічних іграх і виставах. Вони висловлювали свої думки, і до них безперечно прислухалися.
Весталкам довіряли важливі державні документи, як-от публічні договори, через їхній непідкупний характер. Їхня особистість вважалася священною, і якщо хтось ранив весталку, карався миттєво. Кожну весталку поважали та берегли.
Важливим правом жриць було звільняти ув'язнених і рабів, торкаючись до них. Якщо засуджений до смертної кари бачив весталку, що йшла до нього, він автоматично отримував помилування.
Також ширилася думка, що весталки володіли магічною силою. Промовляючи певну молитву, могли навіть передбачити втечу рабів.

### Культ цноти

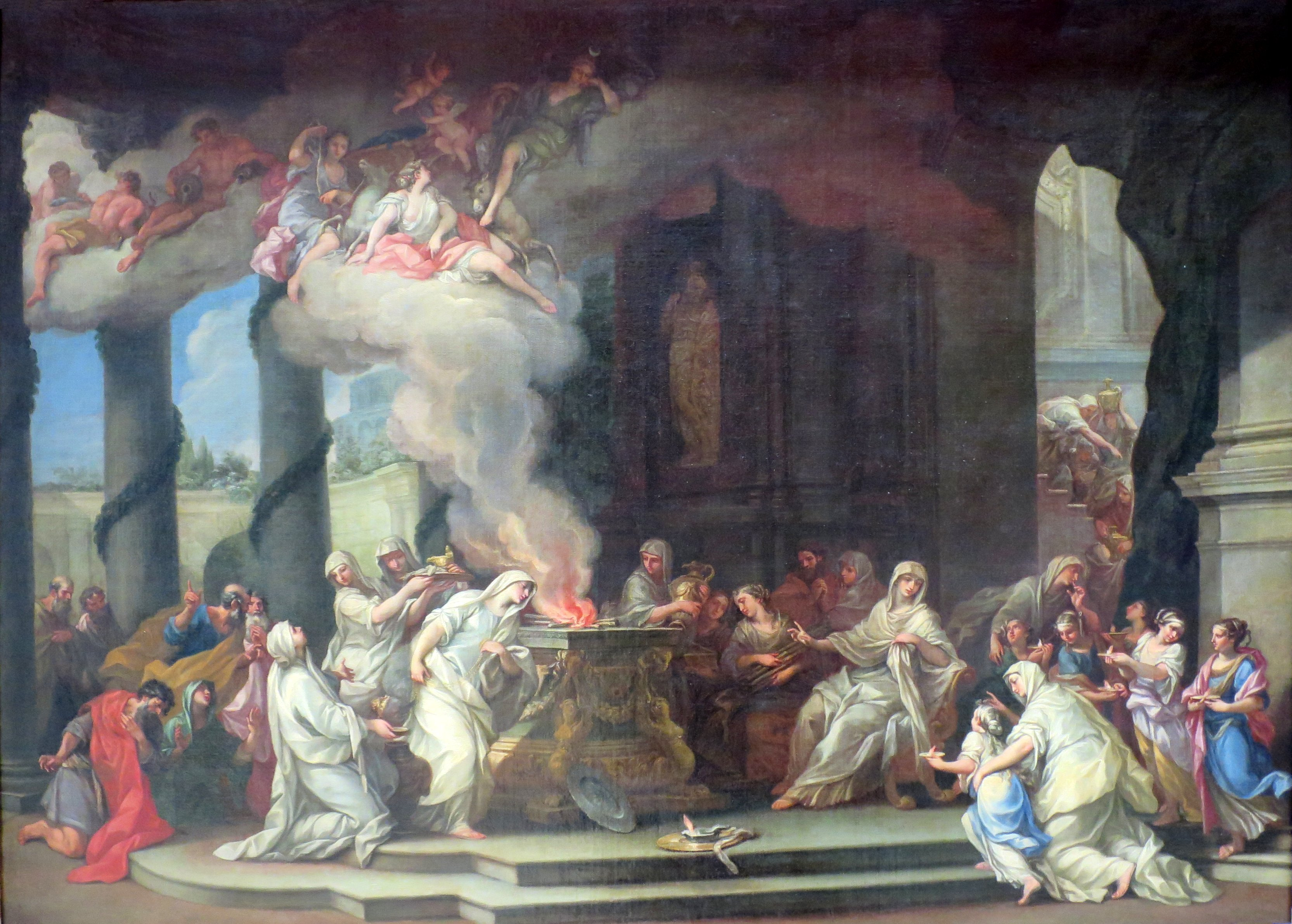
Зображення посвяти весталки на початку 18 століття, Алессандро Маркезіні

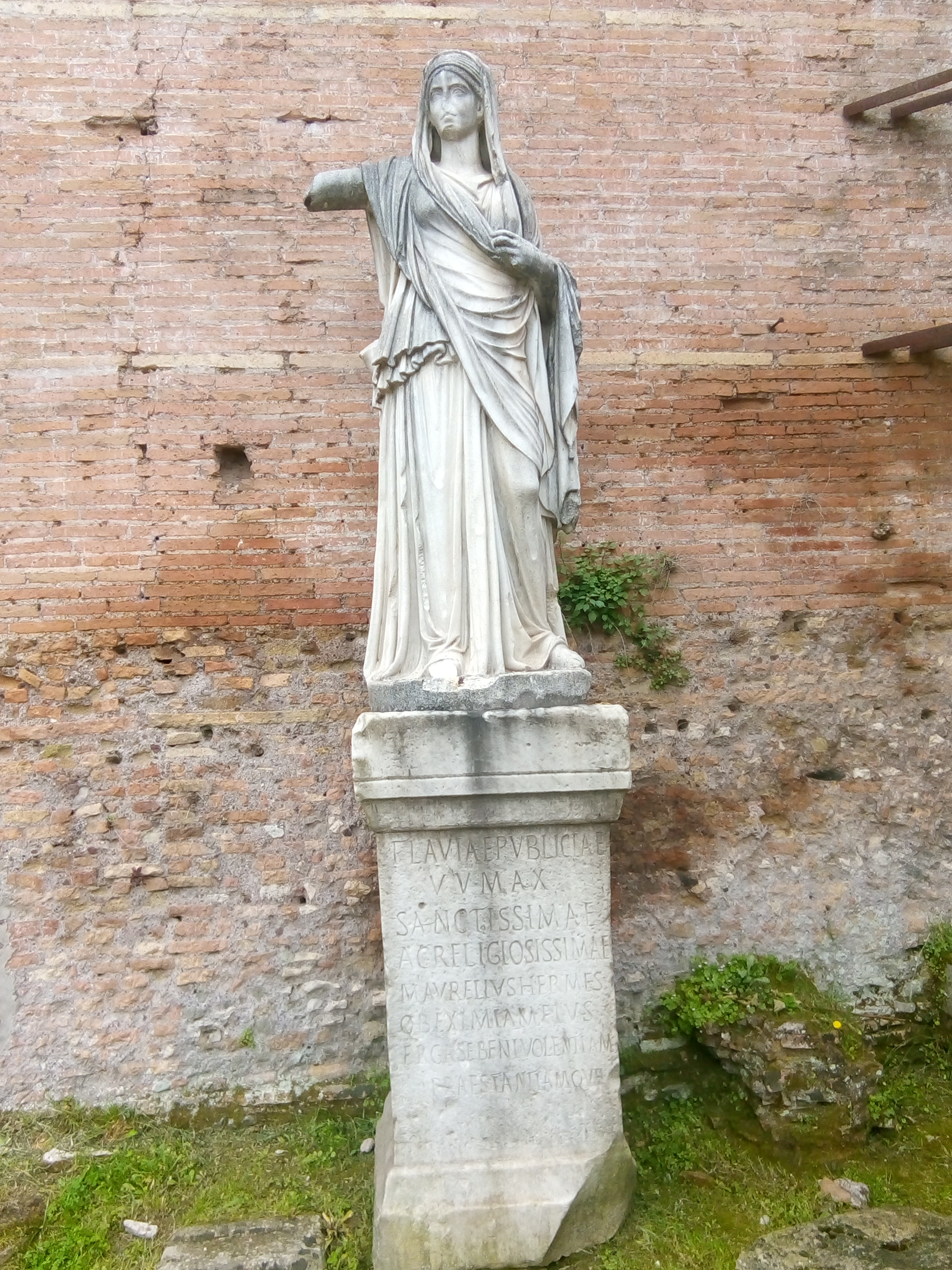
Статуя Флавії Публії в Будинку весталок

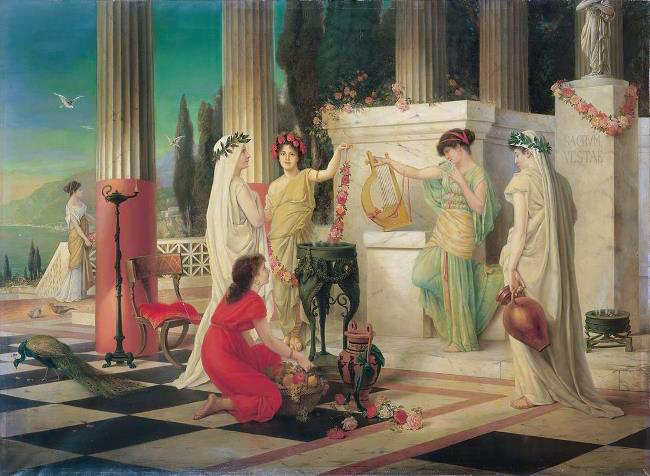
У храмі Вести. 1902 р.

Допустити гасіння священного вогню було серйозним порушенням обов'язку. Це означало, що богиня зняла свій захист з міста. Тих весталок, які були винними у цьому злочині, карали побиттям, яке відбувалося в темряві та крізь завісу, щоб зберегти їхню скромність.
Вважали, що цнотливість весталок безпосередньо впливає на здоров'я та добробут Римської імперії. Оскільки незайманість жриць безпосередньо пов'язана зі священним горінням вогню, то, якщо його погасили, можна було б припустити, що весталка вчинила неправильно або знехтувала своїми обов'язками.
Коли дівчина вступала до лав жриць, то покидала владу своїх батьків і ставала дочкою держави. Тому будь-який секс з громадянином вважався актом державної зради. За порушення клятви безшлюбності весталок ховали живцем у підземній камері, забезпечуючи на кілька днів їжею та водою. Стародавня традиція вимагала, щоб нецнотливу весталку поховали живцем у місті, це був єдиний спосіб вбити її, не проливаючи її крові, що було заборонено. Однак така практика суперечила римському праву, згідно з яким ніхто не може бути похований у місті. Щоб вирішити цю проблему, римляни ховали жрицю з номінальною кількістю їжі та інших запасів не для того, щоб продовжити її покарання, а для того, щоб весталка технічно не була похована в місті.
Вважається, що перші весталки в Альба-Лонзі були вбиті за те, що порушили обітницю безшлюбності, а їх нащадків мали кинути в річку. Прикладом є мати Ромула і Рема, яка була змушена стати весталкою, і коли вона народила близнюків, її закували ланцюгами і кинули до в'язниці, а дітей викинули в річку.
Випадки нецнотливості були поодинокими. Проте деяких весталок покарали несправедливо.

## Будинок весталок

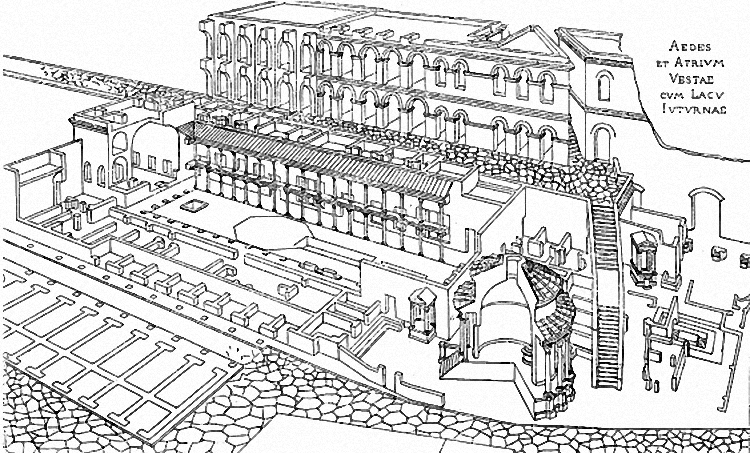
Реконструкція Будинку весталок Крістіана Хюльсена (1905)

Будинок весталок був резиденцією жриць в Римі. Розташовувався він за храмом Вести (в якому зберігався священний вогонь).
Головними святом богині Вести була Весталія. Її відзначали з 7 по 15 червня. Але лише 7 червня святилище (куди зазвичай не входив ніхто, окрім весталок) було доступне для матерів сімей, які мали принести тарілки з їжею. Весталки проводили церемонії, де збирали зерно та ліпили солоні пиріжки для свята. Все потрібно було зробити ідеально і правильно, бо це був найсвятіший час для Вести.

## Вбрання

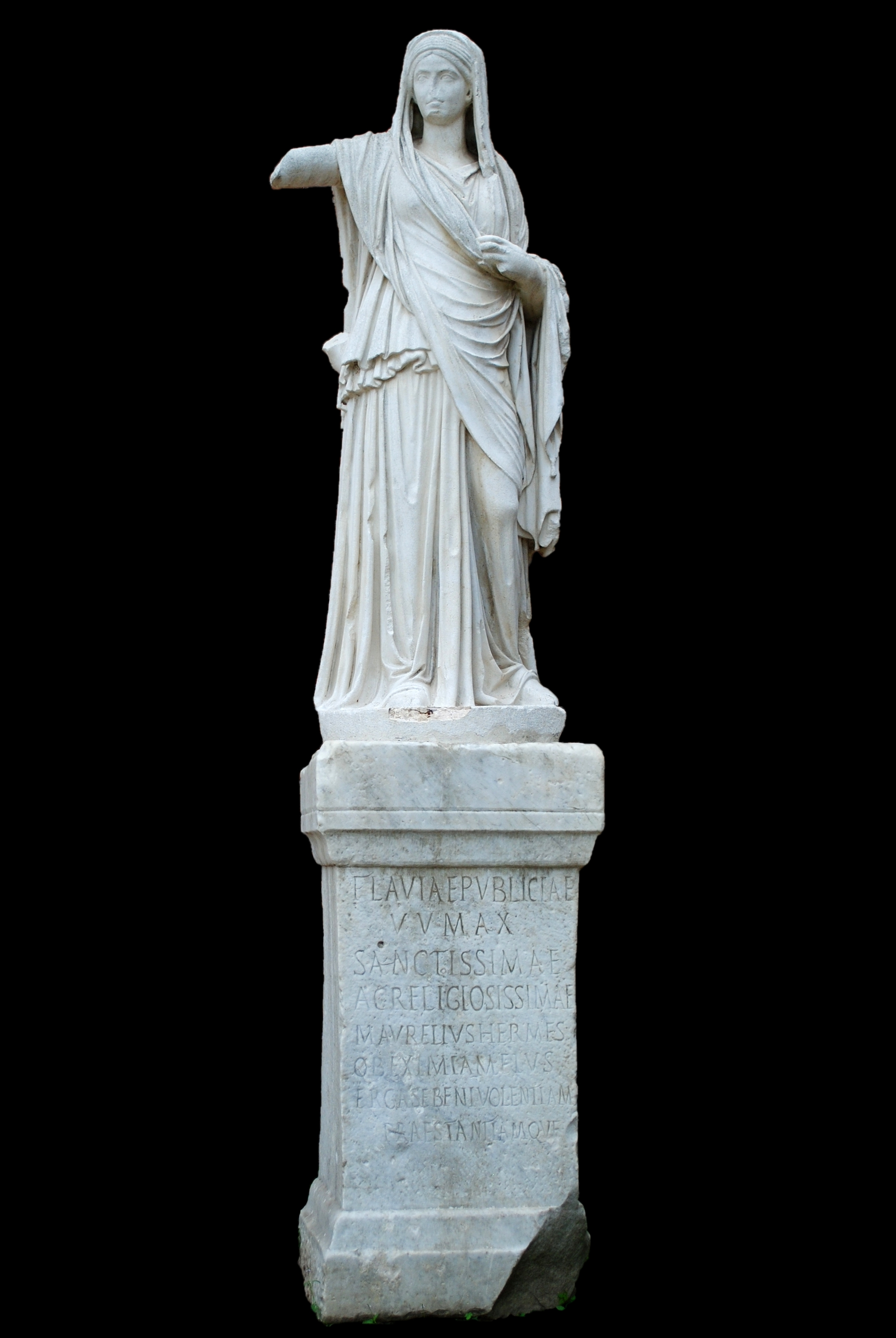
Статуя Весталки

Протягом усього часу образ весталки мав вигляд жінки, одягненої в білий священицький одяг, що символізує чистоту та божественність.
Весталки мали складну зачіску з шести або семи кісок. В ній жриці носили тканинну стрічку, яка вкладалася у волосся. Це тісно пов'язане зі статусом римської матрони. Спосіб, у який весталки укладали волосся, був таким, як римські наречені укладали волосся в день весілля. Сукні, які носили весталки та римські наречені, також були схожі за способом зав'язування. Це зіставлення весталок, наречених і матрон вивчається ретельно.
Весталки стали могутньою і впливовою силою в Римській імперії. Вони були включені у всі основні посвячення та церемонії, де їх вважали поважними гостями. Також ширилася думка, що весталки володіли магічною силою. Промовляючи певну молитву, могли навіть запобігти втечі рабів.

## Легендарні весталки
- Рея Сільвія, весталка з Альба-Лонги, міфічна мати засновників Риму Ромула і Рема.
- Емілія, римська весталка, яка одного разу, коли священний вогонь погасили, молилася Весті про допомогу, а потім дивом розпалила його, кинувши частину свого одягу на згаслі вуглини.

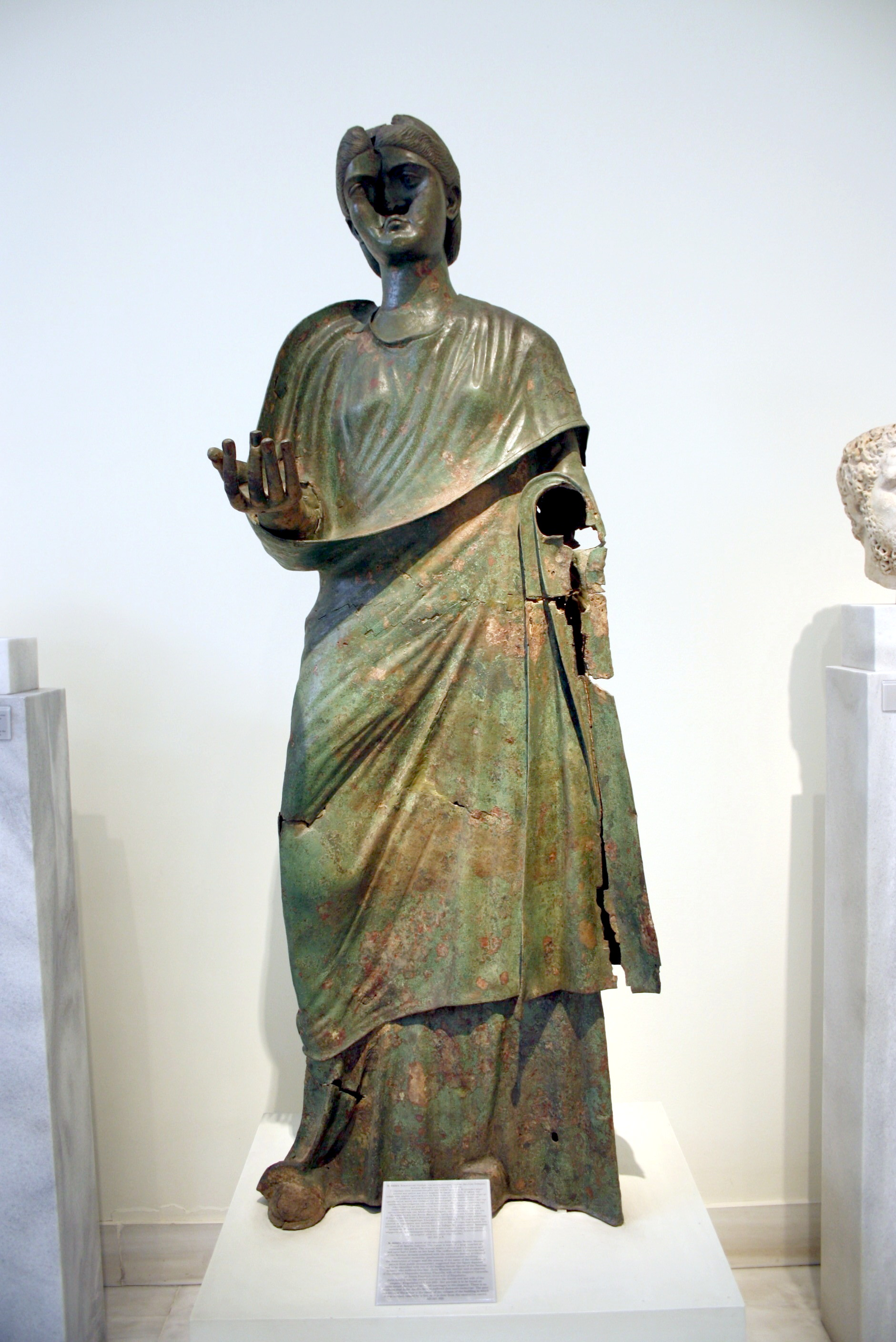
Бронзова статуя весталки Аквілії Севери

## У мистецтві
Весталки зображалися у західному мистецтві як зразки жіночої чесноти та чистоти в алегоричних портретах.
Єлизавета I була зображена, тримаючи решето, щоб викликати Туччу, весталку, яка довела свою чесноту, несучи воду в решеті. Часто жінки бажали мати портрети у вигляді весталок. У середовищі Франції 18-го століття такі картини здаються задуманими та наповненими іронічною еротикою. Пізніші весталки стали зображенням республіканської чесноти.